# 사이드 이펙트 (2013년 영화)
《사이드 이펙트》(영어: Side Effects)는 2013년에 개봉한 미국의 범죄 스릴러 영화이다. 스티븐 소더버그가 감독을, 스콧 Z. 번스가 각본을 맡았으며, 주드 로, 루니 메라, 캐서린 지타존스, 채닝 테이텀 등이 출연하였다. 가상 약품인 항우울제 어블릭사를 처방 받은 젊은 여성에게 일어나는 사건을 다루고 있다. 영화 홍보 차원에서 어블릭사를 홍보하는 가짜 웹사이트를 만들었으며, 주드 로는 이메일을 통해 질문에 답변하였다.
미국에서 2013년 2월 8일에 오픈 로드 필름스를 통해 개봉하였다. 제63회 베를린 국제 영화제 황금곰상 경쟁작이다.

## 줄거리
남편 마틴이 내부자 거래로 받은 4년형을 마치고 출소한 뒤 뉴욕 베드퍼드 사교계 명사인 에밀리 테일러는 자살 시도처럼 보이는 사고를 낸다. 담당 정신과의 조너선 뱅크스는 항우울제를 처방하지만 효과가 없자 이전 정신과의 빅토리아 시버트에게 자문을 구한다. 빅토리아는 신약 어블릭사를 추천하고, 약은 효과를 보지만 에밀리는 부작용으로 몽유병 증세를 겪는다.
어느 날 밤 에밀리는 몽유병 상태에서 마틴을 살해한다. 조너선은 법정에서 에밀리의 무죄 선고를 얻어내기 위해 힘쓰고, 에밀리는 정신 이상을 이유로 결백을 주장한다. 결국 에밀리는 무죄 판결을 받지만, 조너선이 에밀리가 자신이나 타인에게 위험하지 않다고 판단할 때까지 정신 병원에 머물러야 한다는 조건이 붙는다. 이 사건으로 조너선의 명성은 추락하고, 동료들은 그의 과실을 의심하며 진료소에서 내쫓아 그를 경제적으로 어렵게 만든다.
조너선은 에밀리가 우울증을 앓은 적이 없으며 자살 시도 또한 거짓이었다는 증거를 발견한다. 또한 누군가 어블릭사 주가 하락으로 이득을 얻었을 가능성을 인지한다. 조너선은 에밀리에게 자백유도제라고 속이고 소금물을 투여한 뒤 그녀를 심문한다. 에밀리는 졸린 척 연기하며 조너선의 의심이 옳았음을 확인시켜 준다.
조너선이 빅토리아에게 사실을 추궁하자 빅토리아는 조너선과 에밀리가 불륜 관계였다는 암시를 담은 사진을 그의 아내 디어드러에게 보낸다. 디어드러는 아들을 데리고 떠난다. 조너선은 에밀리가 자신에게 공모 계획에 관해 털어놓았다고 거짓말하며 빅토리아를 압박하고, 에밀리에게는 전기 경련 요법으로 위협하며 빅토리아가 더 큰 이득을 보기 위해 그녀를 계속 감금해 달라고 돈을 줬다고 말한다.
에밀리는 마틴이 호화로운 삶을 잃게 한 것에 대한 증오심으로 살해를 계획했고 빅토리아와는 상담을 하면서 만나 연인 관계가 되었다고 밝힌다. 에밀리는 빅토리아에게 금융 산업을 가르쳤고, 빅토리아는 에밀리에게 정신 질환을 가장하는 방법을 알려 주었다. 그렇게 이들은 마틴을 살해해 어블릭사를 향한 부정 여론을 조성해 주가를 조작한다는 계획을 세웠던 것이다. 조너선은 에밀리의 돈을 나눠 갖는 조건으로 그녀를 병원에서 풀어 주기로 한다.
에밀리는 몰래 도청 장치를 착용한 채 빅토리아를 만나고, 빅토리아는 음모의 세부 사항을 언급하면서 살인 공모 및 증권 사기 혐의로 체포된다. 에밀리는 이중 위험 금지 조항에 따라 마틴 살해 혐의로 기소되지 않는다.
조너선은 에밀리에게 보복하기 위해 그녀의 치료를 맡아 불쾌한 부작용을 가진 소러진과 데퍼코트를 처방하고, 에밀리는 치료를 거부하다가 다시 정신 병동에 수용된다. 조너선은 가족과 명예를 되찾고 에밀리는 정신 병원에 남겨진 채 영화는 끝이 난다.

## 출연진
- 주드 로 - 조너선 뱅크스 의사 역
- 루니 메라 - 에밀리 테일러 역
- 캐서린 지타존스 - 빅토리아 시버트 의사 역
- 채닝 테이텀 - 마틴 테일러 역
- 비네사 쇼 - 디어드러 뱅크스 역
- 앤 다우드 - 마틴의 어머니 역
- 데이비드 코스터빌 - 칼 역
- 피터 프리드먼 - 진 역
- 폴리 드레이퍼 - 에밀리의 상사 역
- 메이미 거머 - 케일라 역